# Bernhard von Valence
Bernhard von Valence (frz. Bernard; * in Valence, Provence; † 1135) war ein provenzalischer Kleriker, der im Zuge des Ersten Kreuzzugs 1099 zum Bischof von Artah und 1100 zum ersten Lateinischen Patriarchen von Antiochien aufstieg.
Er stammte aus Valence in der Provence. Er nahm als Feldkaplan im Gefolge des päpstlichen Legaten Adhemar von Le Puy am Ersten Kreuzzug teil. Nachdem Adhemar 1098 nach der erfolgreichen Belagerung von Antiochia gestorben war, schloss er sich dem Gefolge des süditalienischen Normannenfürsten Bohemunds von Tarent an, der sich in und um Antiochien ein eigenständiges Fürstentum errichtete. Bohemund brach damit den zuvor gegenüber dem byzantinischen Kaiser Alexios II. abgegebenen Lehnseid, nach dem alle Eroberungen der Kreuzfahrer unter dessen Hoheit gestellt werden sollten. Während das Hauptheer des Kreuzzuges im Januar 1099 nach Jerusalem weiterzog, blieb er bei Bohemund in Antiochien. Bohemund setzte ihn 1099 in der soeben eroberten Stadt Artah (heute Reyhanlı, Provinz Hatay, Türkei) als Bischof ein. Als Bohemund gegen Ende des Jahres 1099 ins bereits von den Kreuzfahrern eroberte Jerusalem pilgerte, um sein Kreuzfahrergelübde zu erfüllen, begleitete ihn Bernhard, um in Jerusalem die Bischofsweihe zu erhalten.
Das Oberhaupt der christlichen Kirche in der Region von Antiochien, den byzantinisch-orthodoxen Patriarchen von Antiochien, Johannes VII. Oxites, hatten die Kreuzfahrer nach der Eroberung Antiochiens im Amt belassen. Diese Haltung änderte sich, als der byzantinische Kaiser im Sommer 1100 das Fürstentum Antiochien angriff um seine Hoheitsrechte durchzusetzen, und weite Teile Kilikiens zurückeroberte. Da der Patriarch offen mit Byzanz sympathisierte und in seinen Predigten die griechisch-byzantinischen Einwohner der Stadt der Hoffnung auf eine Befreiung durch den Kaiser bestärkte, ließ Bohemund ihn der Stadt verweisen, woraufhin Johannes ins Exil nach Konstantinopel floh. An dessen Stelle setzte er im Jahr 1100 Bernhard als neuen Patriarchen von Antiochien ein.
Während seines Episkopats beteiligte sich Bernhard aktiv am Kampf gegen die Muslime, so nahm er mit einem eigenen Kontingent 1104 an der Schlacht von Harran teil. Auch 1119 befand er sich im Heer Rogers von Salerno, blieb aber in Artah zurück, während Rogers Heer in der verheerenden Schlacht auf dem Ager Sanguinis fast vollständig aufgerieben wurde. Daraufhin organisierte Bernhard die Verteidigung des nun ungeschützten Antiochien bis Entsatz unter Balduin II. von Jerusalem und Pons von Tripolis eintraf.
Als Bernhard 1135 starb, wurde der normannische Kleriker Ralf von Domfront zu seinem Nachfolger als Patriarch von Antiochien gewählt.